# فقط قطره‌های اشک
«فقط قطره‌های اشک» (به انگلیسی: Only Teardrops) تک‌آهنگی از هنرمند اهل دانمارک امیلی دو فورست است که در سال ۲۰۱۳ میلادی منتشر شد.
این تک‌آهنگ در چارت‌های دانمارک در رتبه اول و در چارت‌های، سوئد، اتریش، سوئیس، نروژ، اسپانیا جزو ده ترانه اول قرار گرفت.